# Mythicomyia melania
Mythicomyia melania är en tvåvingeart som beskrevs av Hall 1976. Mythicomyia melania ingår i släktet Mythicomyia och familjen svävflugor. Inga underarter finns listade i Catalogue of Life.